# Tamborita calentana

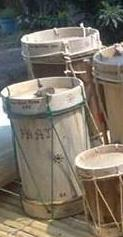
Tamboritas calentanas.

La tamborita (ou tamborita de Tierra Caliente) est un instrument de percussion mexicain. Il est utilisé dans les ensembles musicaux de Tierra Caliente del Balsas, dans les États mexicains de Guerrero, Michoacán et Mexico.
Il s'agit d'un tambour en cuir à deux têtes, traditionnellement fabriqué à partir de Parota, soit à partir des branches, ce qui donne un bois de couleur foncée, soit à partir de la racine, ce qui donne un bois de couleur claire.